# 张植辉
张植辉（1930年7月—2012年4月11日），浙江仙居人，中华人民共和国政治人物。

## 生平
1952年9月，加入中国共产党。曾任温岭县大溪区委副书记、温岭县委组织部副部长、温岭县新河区委书记。1966年4月至1969年5月，担任中共玉环县委副书记、县长。1980年7月至1982年5月，担任三门县委副书记、纪委书记；1984年1月，担任黄岩县委书记（任至1986年1月）。2012年4月11日，因病逝世，享年83岁。